# Scandalo
Uno scandalo è un'azione che causa turbamento della sensibilità morale, inclusi comportamenti illegali, abusi politici ed episodi di corruzione di grande risonanza dal punto di vista sociale.
Il termine deriva dal greco σκάνδαλον (skàndalon), che significa "ostacolo", "inciampo",  il cui significato rinvia ad azioni o discorsi che danno cattivo esempio. Nell'accezione corrente, uno scandalo è l'effetto di un'azione che, divenuta di pubblico dominio, turba la sensibilità morale, prevalentemente in materia di sesso, denaro ed esercizio del potere. Il turbamento in genere deriva più che dall'infrazione di singole norme, dal fatto che le azioni considerate "scandalose" sono caratterizzate da una commistione impropria delle categorie citate, che tale commistione è stata resa pubblica o che le azioni "scandalose" hanno come protagonisti personaggi pubblici. I motivi di scandalo variano a seconda delle epoche, culture e classi sociali in cui tali comportamenti vengono messi in atto e resi noti.

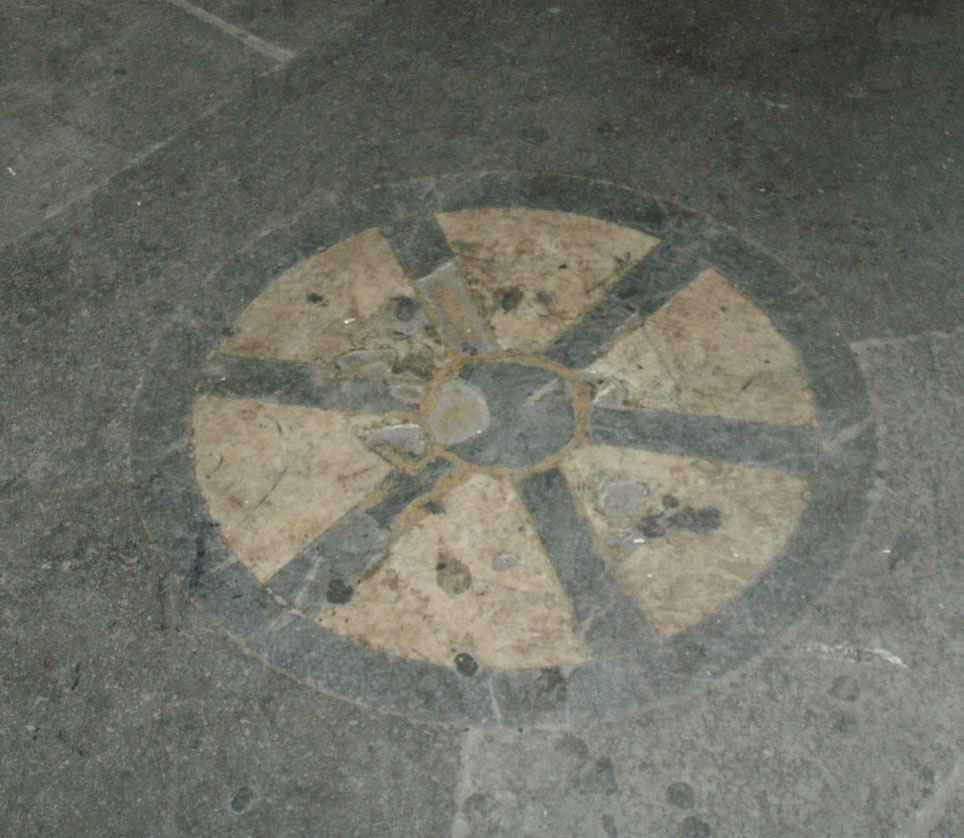
La pietra dello scandalo della Loggia del Porcellino

## Storia

### Epoca antica
Lo "scandalo", o "pietra di inciampo", indicava la pietra utilizzata come trappola per far inciampare la selvaggina nella caccia.
L'espressione "pietra dello scandalo" deriva dall'uso romano per il quale il debitore fallito sedeva su una pietra e da quella scomoda posizione dichiarava "Cedo bona" - rinuncio a tutti i miei beni - e a quel punto non poteva più essere perseguito. La persistenza dell'uso è testimoniata dalla pietra dello scandalo ancora esistente nella Loggia del Porcellino a Firenze.

### Epoca moderna
Essendo la notizia pubblica di un fatto il motore principale dello scandalo, nella società moderna essi spesso vengono amplificati - e tante volte costruiti - dai media, che promuovono a scandalo (cioè a questione etica di interesse generale) pettegolezzi sulla sfera privata (familiare, affettiva, sessuale) di persone note. Gli ambiti sono i più vari: in quello politico-finanziario gli scandali possono riguardare episodi di corruzione e abuso di potere, in quello privato l'infedeltà coniugale, la sessualità delle persone coinvolte, l'abuso fisico a danni di soggetti deboli (es. la pedofilia), in quello sportivo una condotta sleale (ad esempio, casi di corruzione e doping). Concernendo azioni "discutibili", molto spesso gli scandali hanno conseguenze politiche e giudiziarie. Ancor più spesso vengono strumentalizzati a scopo politico o economico.

## Esempi moderni

### In Italia
- Scandalo della Banca Romana (1894)
- Il Caso Montesi (1953)
- Il Caso Giuffrè (1958)
- Balletti verdi (1960-1964)
- Scandalo Lavorini (1969)
- Scandalo Lockheed (1972-1978)
- Il caso Moro (1978)
- Il caso P2 (1974-1982)
- Scandalo dei petroli (1978-1980)
- Totonero (1980)
- Il caso del Banco Ambrosiano (1982)
- Lo Scandalo del vino al metanolo (1986)
- Lo Scandalo delle lenzuola d'oro (1988)
- Tangentopoli (1992) e Mani pulite (1992-2002)
- Affare Telekom Serbia (1997)
- Crack Parmalat (2003)
- Bancopoli (2005)
- Calciopoli (2006)
- Vallettopoli (2006)
- Scandalo Telecom-Sismi (2006)
- Italia.it (2007)
- Lanternopoli e Mensopoli (2008)
- Scandalo Bunga bunga (Rubygate) (2010)
- SwissLeaks (2015)

### All'estero
- Scandalo della collana (Francia, 1784-1786)
- Affare Dreyfus (Francia, 1894-1906)
- Scandalo Harden-Eulenburg (Germania, 1907-1909)
- Scandalo Fritsch-Blomberg (Germania, 1938)
- Scandalo Profumo (Gran Bretagna, 1963)
- Scandalo della Duchessa di Argyll (Gran Bretagna, 1963)
- Scandalo Watergate (USA, 1972-1974)
- Irangate (USA, 1985-1986)
- Scandalo Recruit (Giappone, 1989)
- Sexgate-Bill Clinton (USA, 1998)
- Dieselgate (Germania, 2015)